# Driewegen (Borsele)
Pour les articles homonymes, voir Driewegen.
Driewegen est un petit village de la commune de Borsele, dans la province néerlandaise de Zélande. Le village compte 554 habitants (2008).
Comme tant de villages de Zuid-Beveland, Driewegen a connu une longue histoire de lutte contre les eaux. Le village est apparu après que la localité voisine de Coudorp eut été submergée.
Le village dispose d'une petite église avec, sur la façade, une pierre blanche où est inscrit un texte de 18 lignes : il commémore une initiative des seigneurs de Watervliet qui ont collecté en 1659 de l'argent pour rénover l'église de l'époque.
À côté de l'église, il y a l'ancienne mairie avec une belle façade à pignon à redans.

## Galerie

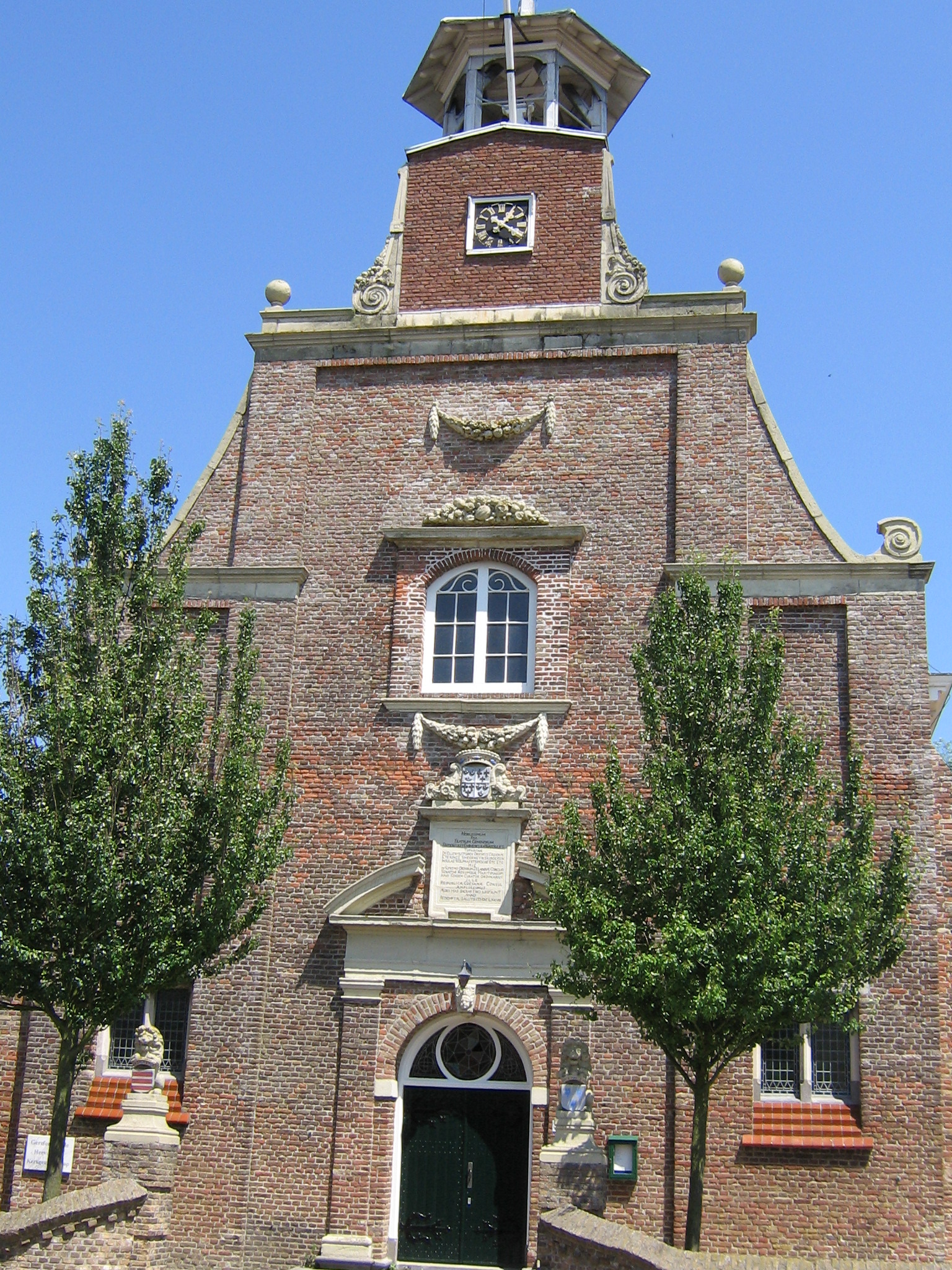
L'église de Driewegen.
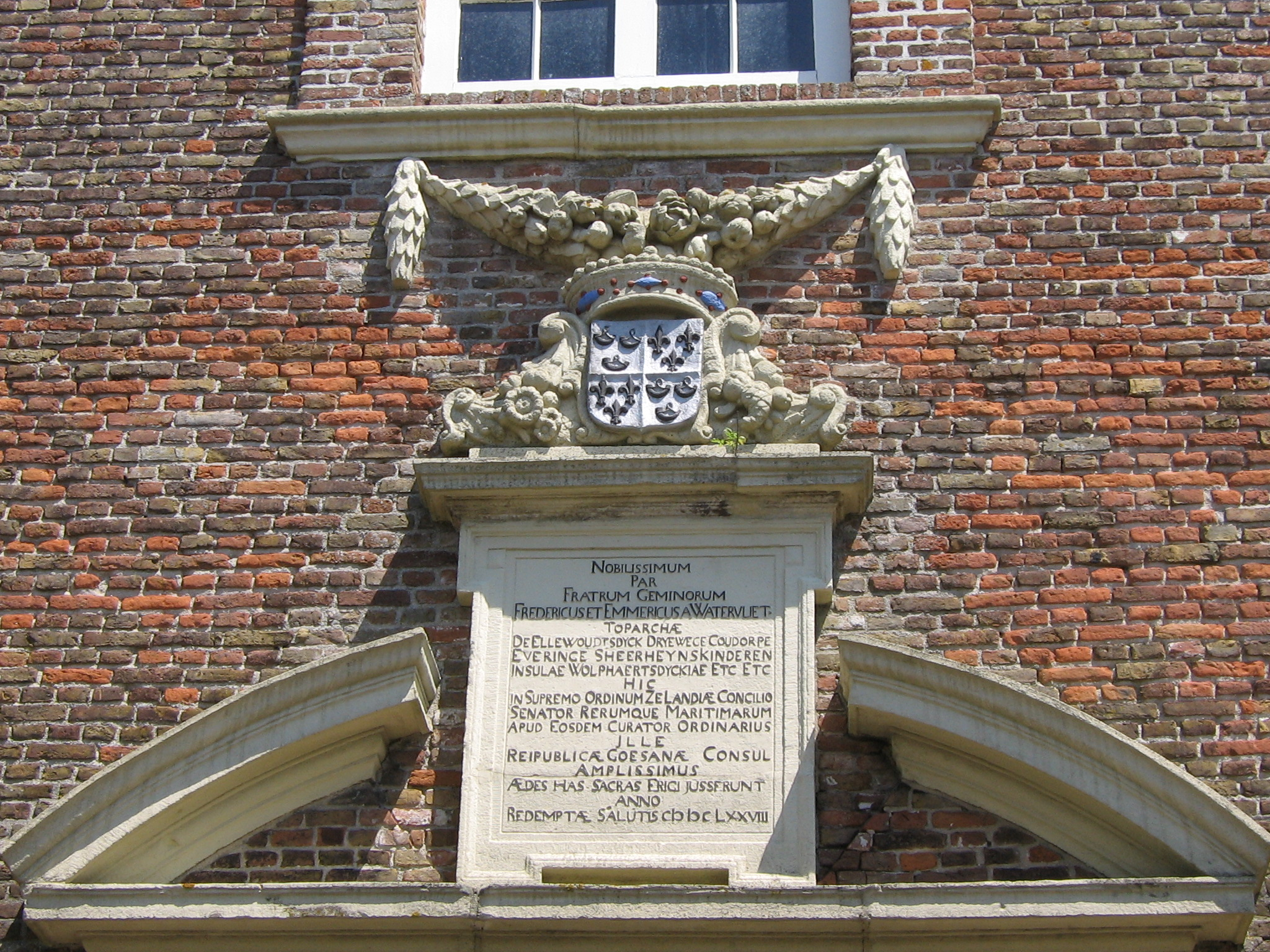
Détail de la façade de l'église.
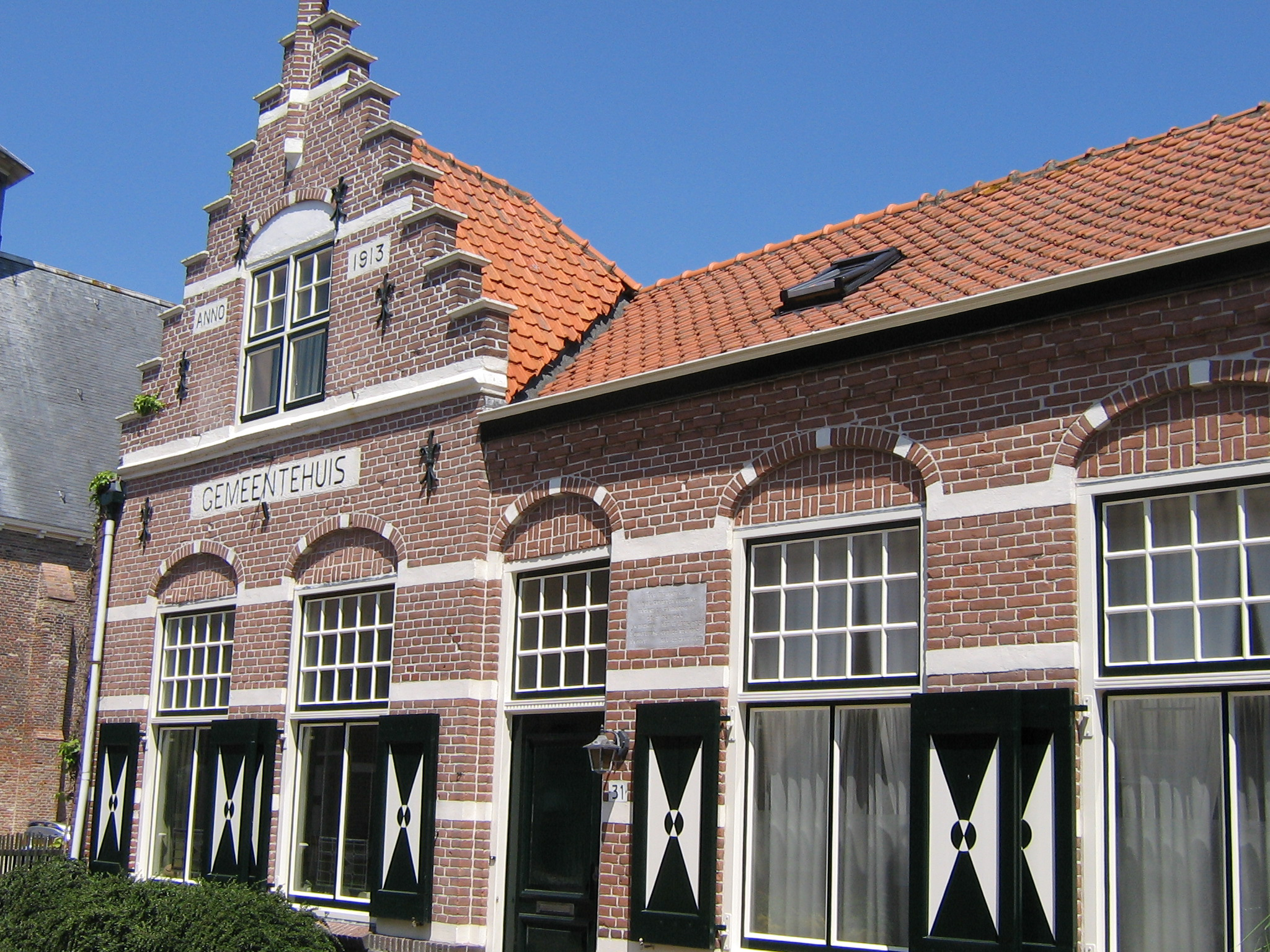
L'ancienne mairie.
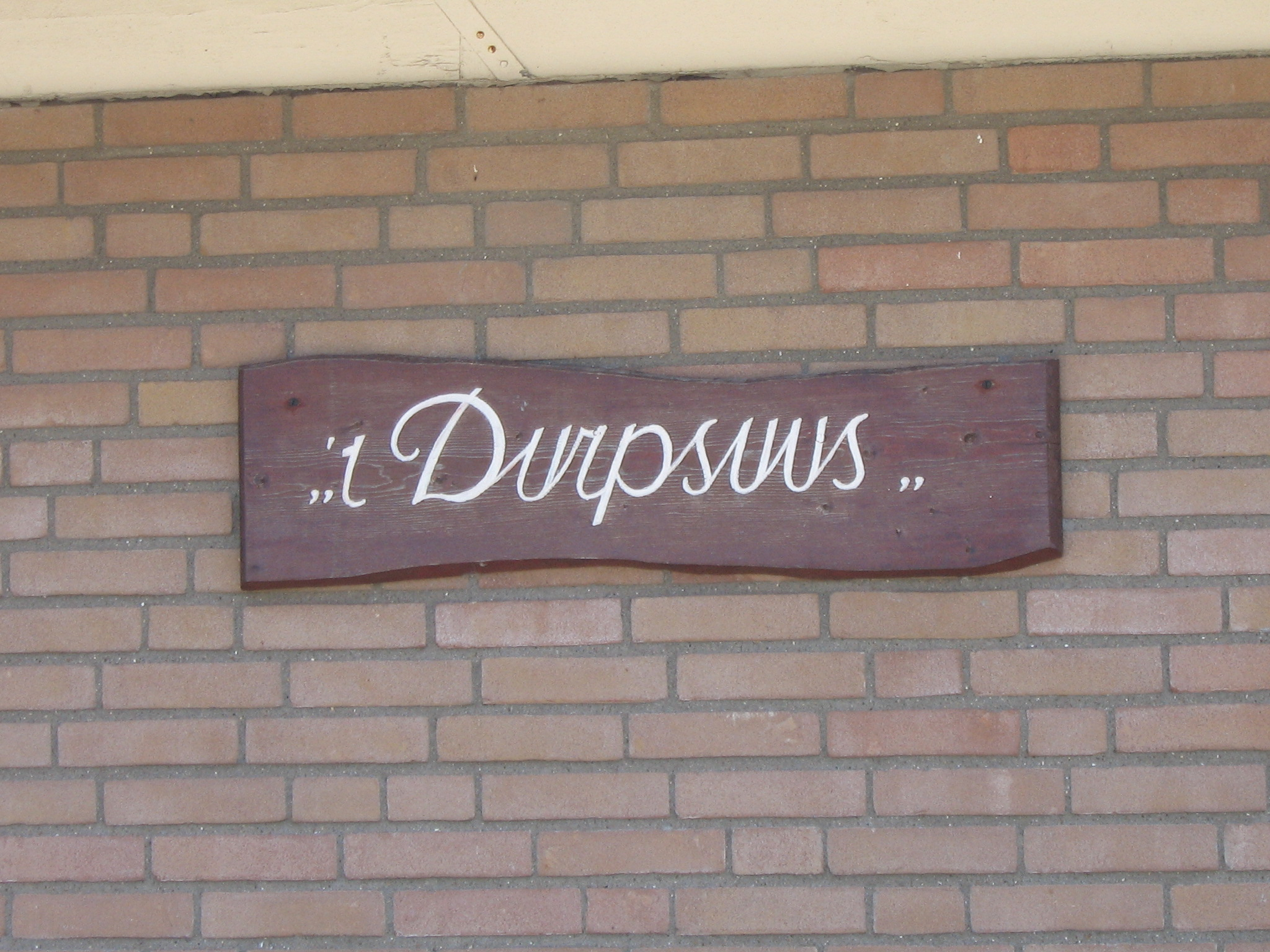
Inscription en zélandais 't Durpsuus, la Maison du Village.

## Source
- (nl) Cet article est partiellement ou en totalité issu de l’article de Wikipédia en néerlandais intitulé « Driewegen (Borsele) » (voir la liste des auteurs).